# Smaragdion viride
Smaragdion viride là một loài bọ cánh cứng trong họ Cerambycidae.